# Rosa platyacantha
Rosa platyacantha là loài thực vật có hoa trong họ Hoa hồng. Loài này được Schrenk miêu tả khoa học đầu tiên năm 1842.